# 南阳汉画馆
南阳汉画馆位于河南省南阳市卧龙区，是一家专业性博物馆。它是中国第一座专门收藏、陈列、研究汉代画像石刻的艺术博物馆。

## 馆史
- 汉画馆老馆位于南阳武侯祠内，创建于1935年10月10日。
- 中华人民共和国成立后，于1959年、1976年在原址进行过两次重建。
- 1999年新馆建成并使用至今。

## 荣誉
- “全国优秀地县级博物馆”（1994年国家级）
- “1999年度河南省博物馆建设特别奖”（2000年河南省级）
- 全国十佳博物馆

## 馆藏
南阳是汉朝时全国重要的大都会，留下了很多珍贵的历史资源，汉代画像石更是其中的艺术珍品。
- 总建筑面积6000平方米，展厅面积2400平方米，馆藏汉画像石2500余块。
- “南阳汉代画像石”共分9个展厅，按内容分类展出画像石精品200余石，依次为生产劳动类、建筑艺术类、历史故事类、社会生活类、天文神话类、角抵类、舞乐百戏类、祥瑞升仙类等。

## 参看
- 南阳博物馆列表
- 中国中央电视台CCTV: 石头的史诗——走近汉画像石（页面存档备份，存于）